# Ángel Flores
Ángel Camacho Flores (San Pedro, Navolato; 2 de octubre de 1883-Culiacán, Sinaloa; 31 de marzo de 1926) fue un militar mexicano que participó en diversas batallas en la Revolución mexicana, hasta lograr el grado de General de División. Se desempeñó como Gobernador de Sinaloa por designación y temporalmente en dos ocasiones y por elección de 1920 a 1924. Fue candidato presidencial en las elecciones federales de 1924. Murió por envenenamiento. 

## Primeros Años
Sus padres, Bruno Camacho y Juana Flores, se lo llevaron a vivir consigo al pueblo de Capirato, Mocorito, donde fue bautizado. Vivió su infancia en el campo dedicado a las labores propias de la agricultura, ya que era la actividad practicada por su padre, como medio de subsistencia. Decidió ser un marino y empezó a laborar en el vapor “Altata”, el cual era propiedad del Ferrocarril Occidental de México. Trabajó como marinero en otros barcos y luego como estibador en Mazatlán Sinaloa.

## Revolución Mexicana
Su carrera militar fue notable y desde sus inicios, ya que en 1910, se unió a la lucha de Francisco I. Madero. Luchó contra Victoriano Huerta, en la lucha en 1913, retornó a Mazatlán. En los inicios de la lucha formó su tropa con amigos, que se aliaron más por su simpatía personal que por la causa. 
Desde 1913 fue constitucionalista y en agosto de 1914 encabezó la vanguardia de las tropas comandadas por Ramón F. Iturbe logrando el triunfo y toma de Mazatlán. Triunfó también en la batalla de Topolobampo. Continuó sus servicios al lado de Venustiano Carranza en la lucha contra las fuerzas convencionistas. 
En 1915 participó en el sitio de Navojoa, en el que opuso una asombrosa resistencia a las fuerzas de José María Maytorena, y en la Batalla de Hermosillo, cuando las fuerzas de Francisco Villa estuvo a punto de capturar la plaza que defendían los constitucionalistas al mando del general Manuel M. Diéguez. Flores organizó una columna de avance, con la que se logró derrotar a las fuerzas villistas. Participó en la Revolución de Agua Prieta y a su triunfo. Retornó a la lucha ahora contra Victoriano Huerta. El primero de mayo de 1916 Camacho Flores se hizo cargo del gobierno y de la comandancia militar de Sinaloa. Contendió contra Iturbe y otros por la Gubernatura de Sinaloa, en 1917. Ganó Iturbe, sin embargo hubo conflictos, pero Obregón lo mantuvo llegando a acuerdos con Ángel en Mazatlán. En esa fecha Ángel Flores impulso el impulsó de los empresarios agroindustriales en el estado.    
Fue designado en 1920, jefe militar de la Primera División del Noroeste por Álvaro Obregón, que abarcaba, los estados de Sinaloa, Sonora y la península de Baja California, ya siendo gobernador de Sinaloa, con el principal objetivo de enfrentarse al Gral. Adolfo de la Huerta, quien se había levantado en armas contra Obregón. Renunció a la lucha armada para anotarse en la lucha electoral y contender como gobernador de Sinaloa.   

## Gobernador de Sinaloa
Fue nombrado gobernador interino de Sinaloa dos veces. La primera en 1916 por 5 meses y la segunda en 1917 por 3 meses. Participó después como candidato a Gobernador del Estado por el Partido Nacional Antirreeleccionista, mismo que logró el triunfo y ejerció como tal de 1920 a 1924. 
Promovió y logró la recuperación económica del estado, y de recibir al estado en bancarrota, lo entregó con superávit, siendo el único al corriente de los pagos de los compromisos adquiridos. No terminó su mandato pues se inscribió como candidato presidencial.´

## Candidato Presidencial
Fue candidato de oposición, a la Presidencia de la República con quien ya había luchado militarmente, el general Plutarco Elías Calles, justo al final de su gestión como Gobernador, la cual no terminó su mandato, pues fue apoyado por grupos políticos opositores ente ellos los católicos, influidos por René Capistrán Garza y Miguel Palomar y Vizcarra, que fueron acusados de pertenecer en la derecha política.
En la campaña, tuvo  al menos cuatro atentados contra su vida en Ciudad de México, en Querétaro, San Juan del Río y Aguascalientes, habiendo sido asesinadas en ellos múltiples personas y varios niños. Los atentados eran atribuidos a Calles. Se considera que hubo una elección manipulada por el Gobierno Mexicano a favor de Calles, incluyendo dos reformas electorales en 1921 y 1923 de manera anticonstitucional contra los artículos 41 y 42, creando condiciones para fraude electoral. 
Ante las amenazas de muerte solicitó: a su padre que ningún representante del gobierno mexicano le hiciera homenaje alguno al llegar el día de su muerte. Se dio cuenta de que estaba siendo envenenado a través de personas de su confianza, por lo que le solicitó a su esposa que no se lo dijera a nadie.
El 31 de marzo de 1926 murió en Culiacán, Sinaloa, en el hotel Granada habiendo sido envenenado con arsénico, habiendo sido confirmado por estudios, por considerarle una amenaza el gobierno. 20 días después su muerte, fue asesinado Gregorio Esparragoza, su ex-secretario particular, en Nogales Sonora. Fue sepultado en la cripta familiar de la familia Camacho Duarte del panteón civil. 
Años después sus restos fueron trasladados a la Rotonda de los Sinaloenses Ilustres.